# Le Moulinet-sur-Solin
Le Moulinet-sur-Solin és un municipi francès, situat al departament del Loiret i a la regió de Centre – Vall del Loira. L'any 2007 tenia 140 habitants.

## Demografia

### Població
El 2007 la població de fet de Le Moulinet-sur-Solin era de 140 persones. Hi havia 60 famílies, de les quals 20 eren unipersonals (12 homes vivint sols i 8 dones vivint soles), 24 parelles sense fills i 16 parelles amb fills.
La població ha evolucionat segons el següent gràfic:
Habitants censats

### Habitatges
El 2007 hi havia 86 habitatges, 62 eren l'habitatge principal de la família, 17 eren segones residències i 7 estaven desocupats. Tots els 86 habitatges eren cases. Dels 62 habitatges principals, 50 estaven ocupats pels seus propietaris, 9 estaven llogats i ocupats pels llogaters i 3 estaven cedits a títol gratuït; 4 tenien dues cambres, 7 en tenien tres, 14 en tenien quatre i 37 en tenien cinc o més. 53 habitatges disposaven pel capbaix d'una plaça de pàrquing. A 27 habitatges hi havia un automòbil i a 35 n'hi havia dos o més.

### Piràmide de població
La piràmide de població per edats i sexe el 2009 era:
| Homes | Edats   | Dones |
| ----- | ------- | ----- |
| 0     | 95 o +  | 0     |
| 1     | 90 a 94 | 1     |
| 1     | 85 a 89 | 0     |
| 1     | 80 a 84 | 3     |
| 2     | 75 a 79 | 3     |
| 2     | 70 a 74 | 2     |
| 2     | 65 a 69 | 3     |
| 7     | 60 a 64 | 2     |
| 0     | 55 a 59 | 5     |
| 4     | 50 a 54 | 0     |
| 7     | 45 a 49 | 5     |
| 7     | 40 a 44 | 5     |
| 7     | 35 a 39 | 11    |
| 4     | 30 a 34 | 4     |
| 3     | 25 a 29 | 3     |
| 4     | 20 a 24 | 5     |
| 3     | 15 a 19 | 2     |
| 8     | 10 a 14 | 4     |
| 6     | 5 a 9   | 7     |
| 3     | 0 a 4   | 6     |

## Economia
El 2007 la població en edat de treballar era de 96 persones, 76 eren actives i 20 eren inactives. De les 76 persones actives 72 estaven ocupades (37 homes i 35 dones) i 4 estaven aturades (2 homes i 2 dones). De les 20 persones inactives 11 estaven jubilades, 5 estaven estudiant i 4 estaven classificades com a «altres inactius».

### Ingressos
El 2009 a Le Moulinet-sur-Solin hi havia 65 unitats fiscals que integraven 151 persones, la mediana anual d'ingressos fiscals per persona era de 18.187 €.

### Activitats econòmiques
Dels 5 establiments que hi havia el 2007, 1 era d'una empresa de construcció, 2 d'empreses de comerç i reparació d'automòbils i 2 d'empreses de serveis.
L'únic servei als particulars que hi havia el 2009 era un electricista.
L'any 2000 a Le Moulinet-sur-Solin hi havia 3 explotacions agrícoles.

## Poblacions més properes
El següent diagrama mostra les poblacions més properes.